# Séamus Coleman
Séamus Coleman, né le 11 octobre 1988 à Donegal en Irlande, est un footballeur international irlandais qui évolue au poste d'arrière droit à l'Everton FC.

## Biographie

### En club
Né à Donegal en Irlande, Séamus Coleman est formé au club irlandais des Sligo Rovers avant de rejoindre Everton en janvier 2009. À peine arrivé, Coleman est forcé de se faire opérer du pied à la suite d'une infection. Éloigné des terrains durant dix mois, il dispute son premier match avec les Toffees le 22 octobre 2009 à l'occasion d'un match de Ligue Europa face au Benfica Lisbonne (défaite 5-0). Le 6 décembre suivant, il prend part à son premier match de Premier League à Goodison Park face à Tottenham Hotspur. Entré en jeu à la mi-temps à la suite d'une blessure de Joseph Yobo, il réalise une prestation de haute volée en étant décisif sur les deux buts des locaux (2-2) et est élu homme du match.
Le 19 mars 2010, Coleman est prêté pour un mois initial au Blackpool FC pour pallier la blessure de Neal Eardley. Ce prêt est ensuite prolongé jusqu'à la fin de la saison à l'issue de laquelle l'Irlandais retourne à Everton. Il dispute douze matchs toutes compétitions confondues et marque un but avec les Seasiders.
De retour à Everton, il signe un nouveau contrat de quatre ans et s'impose rapidement au sein de la formation de David Moyes. Coleman inscrit son premier but dans l'élite anglaise face à son ancien club de Blackpool le 6 novembre 2010 (2-2). Titulaire indiscutable, il joue 34 matchs de Premier League lors de sa première saison pleine avec Everton et est nommé pour le titre de meilleur jeune joueur de la saison PFA. Le 31 décembre 2012, il signe un nouveau contrat de cinq ans et demi, ce qui le lie désormais à Everton jusqu'en juin 2018.
La saison 2013-2014 est la plus prolifique pour Coleman qui inscrit six buts en championnat et qui est nommé dans l'équipe-type de la saison de Premier League. Il est également nommé meilleur joueur de la saison par les joueurs et par les supporters d'Everton. Les Toffees terminent cinquièmes de Premier League, dépassant leur record du nombre de points en Premier League (72).
Le 26 juin 2014, Coleman prolonge de nouveau son contrat, étant désormais lié à Everton jusqu'au mois de juin 2019. En 2017, il prolonge de nouveau son contrat jusqu'en 2022.
En août 2019, il est nommé capitaine d'Everton pour la saison 2019-2020 à la suite du départ de Phil Jagielka.
Le 28 juillet 2021, Coleman prolonge son contrat avec Everton jusqu'en 2023,.
Coleman joue son 400e match pour Everton le 13 février 2023, à l'occasion d'un derby face au rival du Liverpool FC. Il est titulaire et capitaine lors de cette rencontre perdue par son équipe (2-0 score final).
Le 14 juin 2024, Séamus Coleman prolonge son contrat avec Everton d'une saison supplémentaire, soit jusqu'en juin 2025.
À la suite du départ de Sean Dyche le 9 janvier 2025, Coleman devient entraîneur par intérim de l'équipe première d'Everton au côté de Leighton Baines jusqu'au 11 janvier et le retour de David Moyes au poste qu'il avait quitté en 2013. Baines et Coleman occupent ces fonctions lors d'un match de Coupe d'Angleterre remporté contre Peterborough United (2-0).

### En sélection
Le 8 février 2011, Séamus Coleman honore sa première sélection avec la sélection irlandaise lors du match de Nations Cup face au pays de Galles (victoire 3-0). Cette compétition, qui rassemble les sélections irlandaise, galloise, nord-irlandaise et écossaise, ne connaît qu'une édition et est remportée par la république d'Irlande. Le 29 mai 2013, il est nommé homme du match à l'issue de la rencontre face à l'Angleterre au stade de Wembley. Titulaire, il délivre une passe décisive à Shane Long qui ouvre le score pour les Irlandais, l'Angleterre revient cependant au score et les deux équipes se quittent sur le score de 1-1. Le 11 octobre suivant, Coleman porte le brassard de capitaine de la république d'Irlande pour la première fois à l'occasion du match comptant pour les éliminatoires de la Coupe du monde 2014 face à l'Allemagne (défaite 3-0).
Séamus Coleman fait partie des vingt-trois joueurs irlandais sélectionnés par Martin O'Neill pour disputer l'Euro 2016 en France. La république d'Irlande est éliminée au stade des 8e de finale face à l'équipe de France (2-1) et Coleman joue l'intégralité des quatre matchs disputés par sa sélection durant cette compétition, portant même le brassard de capitaine face à l'Italie en phase de groupes (victoire 0-1) et la France.
En septembre 2016, il est définitivement nommé capitaine de la sélection irlandaise après la retraite internationale de Robbie Keane.
Le 6 octobre 2016, Coleman inscrit son premier but international à l'occasion du match comptant pour les éliminatoires de la Coupe du monde 2018 face à la Géorgie (1-0).

## Statistiques
| Saison                | Club                  | Championnat           | Championnat | Championnat | Coupe(s) nationale(s) | Coupe(s) nationale(s) | Compétition(s) continentale(s) | Compétition(s) continentale(s) | Compétition(s) continentale(s) | République d'Irlande | République d'Irlande | Total | Total |
| Saison                | Club                  | Division              | M.          | B.          | M.                    | B.                    | Comp.                          | M.                             | B.                             | M.                   | B.                   | M.    | B.    |
| 2006                  | Sligo Rovers          | Premier Division      | 3           | 0           | -                     | -                     | -                              | -                              | -                              | -                    | -                    | 3     | 0     |
| 2007                  | Sligo Rovers          | Premier Division      | 26          | 0           | -                     | -                     | -                              | -                              | -                              | -                    | -                    | 26    | 0     |
| 2008                  | Sligo Rovers          | Premier Division      | 26          | 1           | -                     | -                     | -                              | -                              | -                              | -                    | -                    | 26    | 1     |
| Sous-total            | Sous-total            | Sous-total            | 55          | 1           | -                     | -                     | -                              | -                              | -                              | -                    | -                    | 55    | 1     |
| 2008-2009             | Everton FC            | Premier League        | -           | -           | -                     | -                     | -                              | -                              | -                              | -                    | -                    | 0     | 0     |
| 2009-2010             | Everton FC            | Premier League        | 3           | 0           | 1                     | 0                     | C3                             | 3                              | 0                              | -                    | -                    | 7     | 0     |
| 2010-2011             | Everton FC            | Premier League        | 34          | 4           | 6                     | 2                     | -                              | -                              | -                              | 4                    | 0                    | 44    | 6     |
| 2011-2012             | Everton FC            | Premier League        | 18          | 0           | 6                     | 0                     | -                              | -                              | -                              | -                    | -                    | 24    | 0     |
| 2012-2013             | Everton FC            | Premier League        | 26          | 0           | 5                     | 1                     | -                              | -                              | -                              | 10                   | 0                    | 41    | 1     |
| 2013-2014             | Everton FC            | Premier League        | 36          | 6           | 5                     | 1                     | -                              | -                              | -                              | 9                    | 0                    | 50    | 7     |
| 2014-2015             | Everton FC            | Premier League        | 35          | 3           | 2                     | 0                     | C3                             | 5                              | 2                              | 5                    | 0                    | 47    | 5     |
| 2015-2016             | Everton FC            | Premier League        | 28          | 1           | 6                     | 0                     | -                              | -                              | -                              | 10                   | 0                    | 44    | 1     |
| 2016-2017             | Everton FC            | Premier League        | 26          | 4           | 2                     | 0                     | -                              | -                              | -                              | 5                    | 1                    | 33    | 5     |
| 2017-2018             | Everton FC            | Premier League        | 12          | 0           | -                     | -                     | -                              | -                              | -                              | 3                    | 0                    | 15    | 0     |
| 2018-2019             | Everton FC            | Premier League        | 29          | 2           | 1                     | 0                     | -                              | -                              | -                              | 7                    | 0                    | 37    | 2     |
| 2019-2020             | Everton FC            | Premier League        | 27          | 0           | 3                     | 0                     | -                              | -                              | -                              | 3                    | 0                    | 33    | 0     |
| 2020-2021             | Everton FC            | Premier League        | 25          | 0           | 6                     | 0                     | -                              | -                              | -                              | 3                    | 0                    | 34    | 0     |
| 2021-2022             | Everton FC            | Premier League        | 30          | 1           | 4                     | 0                     | -                              | -                              | -                              | 6                    | 0                    | 40    | 1     |
| 2022-2023             | Everton FC            | Premier League        | 23          | 1           | 2                     | 0                     | -                              | -                              | -                              | 3                    | 0                    | 28    | 1     |
| 2023-2024             | Everton FC            | Premier League        | 12          | 0           | 1                     | 0                     | -                              | -                              | -                              | 4                    | 0                    | 17    | 0     |
| 2024-2025             | Everton FC            | Premier League        | 3           | 0           | 1                     | 0                     | -                              | -                              | -                              | 1                    | 0                    | 5     | 0     |
| Sous-total            | Sous-total            | Sous-total            | 367         | 22          | 51                    | 4                     | -                              | 8                              | 2                              | 73                   | 1                    | 499   | 29    |
| 2009-2010             | Blackpool FC (prêt)   | Championship          | 12          | 1           | -                     | -                     | -                              | -                              | -                              | -                    | -                    | 12    | 1     |
| Total sur la carrière | Total sur la carrière | Total sur la carrière | 434         | 24          | 51                    | 4                     | -                              | 8                              | 2                              | 73                   | 1                    | 566   | 31    |

## Palmarès

### En sélection
- Vainqueur de la Nations Cup en 2011.

### Distinction personnelle
- Membre de l'équipe-type de Premier League en 2014.